# Margaret Bondfield

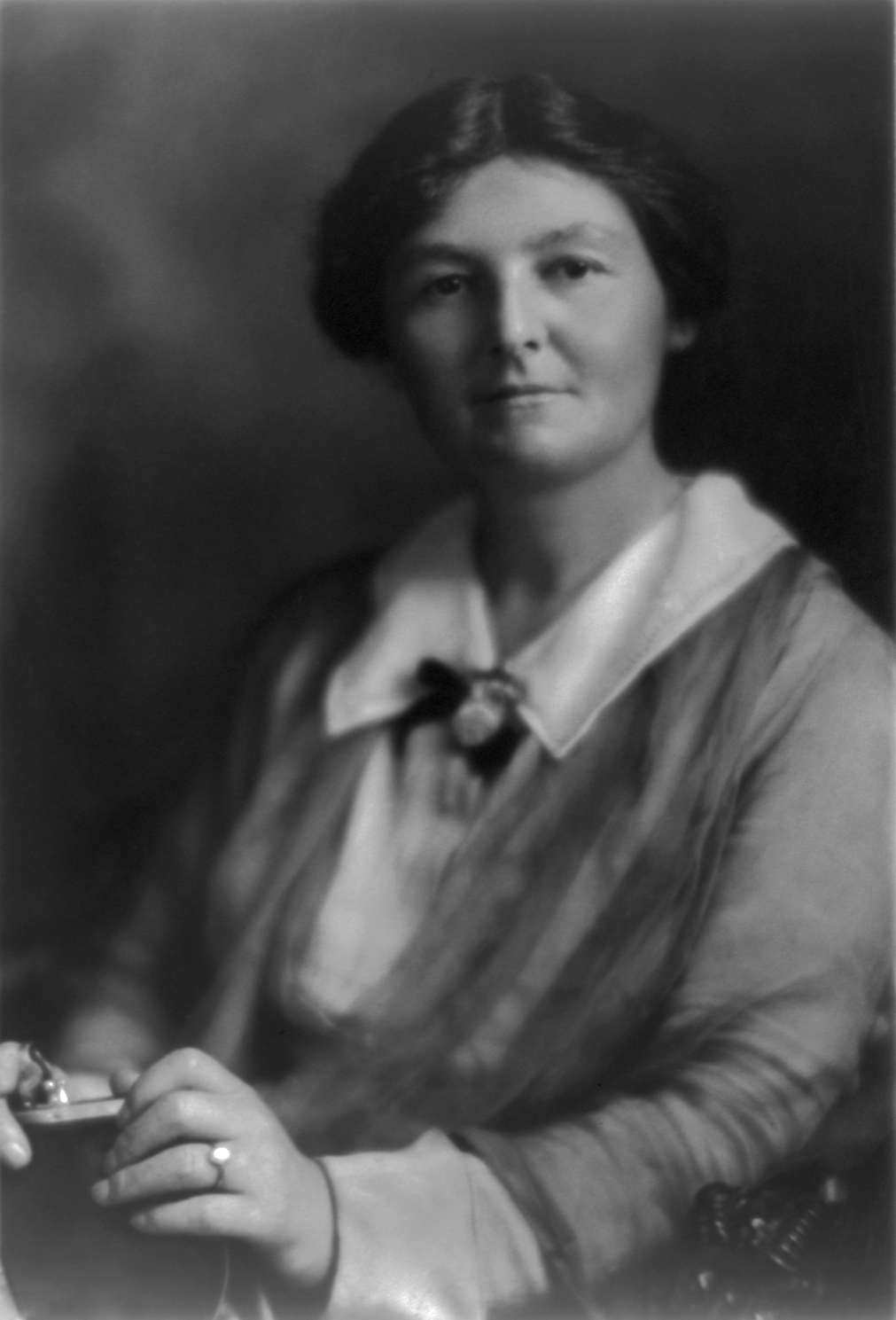
Margaret Bondfield (1919)

Margaret Grace Bondfield (* 17. März 1873 in Chard, Somerset; † 16. Juni 1953 in Sanderstead) war eine britische Gewerkschaftsfunktionärin, Politikerin der Labour Party und die erste weibliche Unterhausabgeordnete der Labour Party sowie erste Ministerin des Vereinigten Königreichs.

## Leben
Bondfield begann im Alter von 14 Jahren eine Berufsausbildung bei einem Textilhändler in Brighton, wo sie der Feministin Louisa Martindale auffiel, die ihre eine weitere Bildung ermöglichte und ihr die Ideen und Vorstellungen der politischen Linken näherbrachte. 
Ab ihrem zwanzigsten Lebensjahr engagierte sie sich als Gewerkschaftsfunktionärin und wurde zunächst 1894 Mitglied des Rates der Verkäufergewerkschaft (Shop Assistants’ Union) in London. 1896 wurde sie vom Industrierat der Frauen damit beauftragt, die Entlohnung und Arbeitsbedingungen von Verkäufern zu untersuchen. Nach der Veröffentlichung ihres Untersuchungsberichts wurde sie 1898 zur Assistierenden Sekretärin der Verkäufergewerkschaft gewählt, ehe sie 1908 Sekretär der Arbeiterinnenliga (Women’s Labour League) wurde.
1923 war sie schließlich Vorsitzende des Trades Union Congress (TUC), des Dachverbandes der britischen Gewerkschaften.
1923 wurde sie außerdem als Kandidatin der Labour Party erstmals als Mitglied in das Unterhaus (House of Commons) gewählt und gehörte diesem bis 1924 als Vertreterin des Wahlkreises Northampton an. Sie war damit die erste Unterhausabgeordnete der Labour Party.
1924 wurde sie Parlamentarische Sekretärin im Arbeitsministerium und übernahm damit von Januar bis November 1924 ihr erstes Regierungsamt als „Junior Minister“ im Kabinett von Premierminister Ramsay MacDonald. 1926 wurde sie wieder zum Mitglied in das Unterhaus gewählt und vertrat nunmehr bis zu ihrer Wahlniederlage 1931 den Wahlkreis Wallsend.
Am 5. Juni 1929 berief Premierminister MacDonald sie als Arbeitsministerin (Minister of Labour) in sein Kabinett, wodurch sie die erste weibliche Ministerin in der Geschichte des Vereinigten Königreichs wurde. Das Amt der Beschäftigungsministerin bekleidete sie bis zum Ende von MacDonalds Labour-Regierung am 24. August 1931.
1935 kandidierte sie erneut im Wahlkreis Wallsend erfolglos für eine Wiederwahl in das Unterhaus.

## Veröffentlichungen
- Socialism for Shop Assistants (1909)
- The National Care of Maternity (1914)
- The Meaning of Trade (1928)
- Why Labour Fights (1941)
- Our Towns: A Close-up (1943)
- A Life's Work (1949)